# Багет (интерьер)

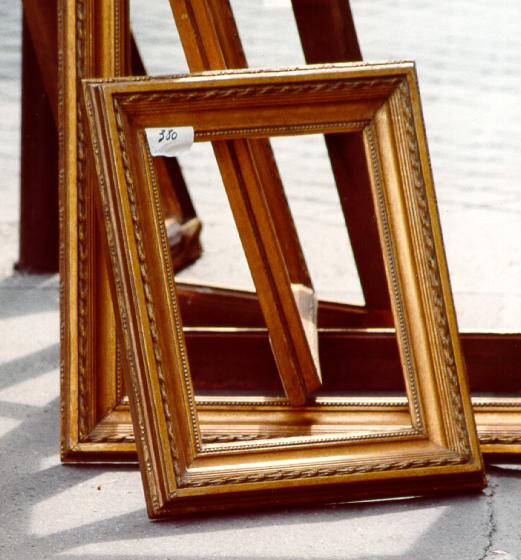
Картинные рамы из багета, украшенного орнаментом

Баге́т (фр. baguette «багет, рейка») — отделочный материал в виде гладкого или резного профилированного бруска для изготовления рамок к картинам или зеркалам, оформления интерьера, стен комнат, потолков и т. п.

## Использование
Багет может быть литым, лепным или резным (деревянным); как гладким, так и украшенным рельефным орнаментом, окраской или позолотой. Его производство осуществляется в виде прямых фрагментов длиной около двух метров. Для изготовления из него рамок к картинам отрезки багета разрезаются под углом 45° и соединяются при помощи угольников «на ус».
Большие художественные полотна, написанные маслом, как правило, оформляются рамками из багета, в то время как акварельные и пастельные картины, гравюры, фотографии и эстампы обычно окантовываются. Для однотонных репродукций и гравюр рекомендуется использовать одноцветные или позолоченные багеты простого профиля. Цветные полотна нередко украшаются позолоченными багетами сложного профиля с орнаментом.
Впервые багеты упоминаются ещё в античности. 